# Presidência da Liga dos Comunistas da Iugoslávia
A Presidência do Comitê Central da Liga dos Comunistas da Iugoslávia (LCI) funcionou como órgão político-executivo do partido e da República Socialista Federativa da Iugoslávia quando o congresso do partido e o Comitê Central foram suspensos. [a] A presidência passou por várias mudanças de nome; foi conhecida como Comitê Executivo de 1919 a 1921, Bureau Político (Politburo) de 1921 a 1952, Comitê Executivo de 1952 a 1966 e Presidência de 1966 até o adiamento do 14º Congresso em 1990. Observadores estrangeiros frequentemente se referiam à presidência como presidium.
Até 1966, a LCI era uma organização unitária na qual a liderança central do partido controlava sozinha as nomeações de quadros e a política nacional. No ápice desse sistema estava a presidência. Este sistema foi reformado após o expurgo do herdeiro aparente de longa data de Josip Broz Tito, Aleksandar Ranković, e substituído por um sistema de representação igualitária dos poderes constitutivos da LCI em sua presidência. A partir de 1969, cada filial republicana da LCI tinha dois representantes e um membro ex officio, cada província autônoma tinha um representante e um membro ex officio, e a Organização da Liga dos Comunistas no Exército Popular Iugoslavo tinha um membro ex officio. Neste sistema, Tito, o líder da LCI de 1939 até sua morte em 4 de maio de 1980, foi o único membro da presidência que não foi eleito para representar um ramo constitutivo da LCI, e foi um membro ex officio por meio de seu cargo de presidente do Comitê Central da LCI. Após sua morte, a presidência da LCI foi abolida e substituída pelo cargo de Presidente da Presidência do Comitê Central da LCI. Os titulares de cargos eram limitados a mandatos de um ano e os cargos eram rotacionados anualmente entre os ramos constitutivos da LCI. Este era um sistema de liderança coletiva, e o presidente da presidência trabalhava com o secretário da Presidência do Comitê Central da LCI, que tinha um mandato de dois anos e se revezava entre os ramos constitutivos da LCI. O presidente da LCI presidiu o trabalho da presidência e, juntamente com o secretário da presidência, definiu a agenda e organizou suas sessões.
O sistema de liderança coletiva pós-Tito teve sucesso em espalhar o poder, embora tenha sido amplamente argumentado que essas reformas enfraqueceram os órgãos federais do partido às custas daqueles das filiais da LCI. Após a queda do comunismo em 1989 na maior parte da Europa Oriental e o aumento do conflito dentro da LCI por questões étnicas, a LCI se dividiu em seu 14º Congresso, realizado de 20 a 22 de janeiro de 1990. O Congresso foi encerrado e não se reuniu novamente antes de maio de 1990; durante o intervalo, as Ligas constituintes na Macedônia, Eslovênia e Croácia deixaram a LCI. Em 26 de maio de 1990, o 14º Congresso da LCI elegeu o Comitê para a Preparação do Congresso de Renovação Democrática e Programática do Comitê Central da LCI para funcionar como uma liderança provisória com a tarefa de convocar o 15º Congresso da LCI, que nunca foi convocado. O comitê, o último órgão federal da LCI, foi dissolvido em 22 de janeiro de 1991.
A presidência representou a LCI nacional e internacionalmente. Era o principal responsável por organizar e implementar o trabalho e os programas do Comitê Central da LCI. A tomada de decisões na presidência, especialmente após a morte de Tito, foi baseada no consenso e não na decisão da maioria. Todos os membros da presidência tinham a mesma posição, incluindo o presidente e o secretário da presidência, e tinham responsabilidades iguais na implementação das decisões da presidência. Os membros tinham o direito de falar livremente sobre qualquer tópico na sessão, mas não podiam transmitir publicamente opiniões divergentes sem o consentimento da presidência.

## História

### Formação e a Ruptura Tito-Stalin: 1919-1966
O 1º Congresso da LCI foi realizado de 20 a 23 de abril de 1919 e estabeleceu o Partido Trabalhista Socialista da Iugoslávia (Comunistas). O partido adotou um estatuto que declarava que o comitê executivo funcionava como o órgão operacional do comitê central. O 3º Congresso da LCI, realizado de 14 a 22 de maio de 1926, mudou o nome do órgão para Bureau Político do Comitê Central do Partido Comunista da Iugoslávia, que foi abreviado para Politburo.  A liderança da LCI, incluindo seu Politburo, foi demitida pela Internacional Comunista em abril de 1928, e um novo Politburo foi eleito após o 4º Congresso, realizado de 3 a 15 de novembro de 1928. Os membros mais poderosos do Politburo serviam simultaneamente como membros do Secretariado e detinham coletivamente o título de Secretário do Comitê Central do Partido Comunista da Iugoslávia. 
Até 1948, as normas informais muitas vezes superavam as instituições formais de tomada de decisão, que permaneciam fracas e subdesenvolvidas. Por exemplo, Josip Broz Tito foi eleito para o Politburo em 1934 e mais tarde foi eleito para o comitê central. De acordo com os estatutos do partido, apenas os membros do Comitê central podiam servir no Politburo.  O Politburo também era formalmente responsabilizado perante o Comitê central do partido, mas de Outubro de 1940 a 12 de Abril de 1948, o Comitê Central do 4.º Congresso não se reuniu; durante este período, o Politburo dirigia o partido em nome do Comitê central. 
Em 8 de Dezembro de 1936, foi criado o gabinete do Secretário-Geral do Comitê Central do Partido Comunista da Iugoslávia, que presidiu às reuniões do Politburo e do Comitê central.  Como secretário-geral, Tito teve uma influência considerável na seleção do comitê central e do seu Politburo.  Durante a década de 1940, Tito começou a revogar as responsabilidades do Politburo e centralizou o poder em suas próprias mãos. De acordo com Aleksandar Ranković, membro do Politburo e do secretariado, as trocas entre o partido iugoslavo e seus homólogos na Áustria, Bulgária, Grécia, Hungria, Itália, Eslovênia, Suíça e União Soviética foram escondidas do Politburo. Ao pedir a Tito, numa sessão do Politburo, que divulgasse esta informação aos participantes, Tito respondeu: "Sou o secretário-geral do partido. Tenho o direito de decidir o que dizer a si e aos outros."  Os secretários do partido Tito, Ranković, Edvard Kardelj e Milovan Djilas, que compunham o secretariado, tinham considerável influência informal no Politburo. Eles frequentemente decidiam as políticas antes das reuniões e faziam com que o Politburo as aprovasse.  Estas relações de poder permaneceram intactas até à dissolução do secretariado em 1966. 
Segundo Ranković, o estatuto adoptado pelo 5.º Congresso em 1948, “era em grande parte uma cópia do Estatuto do Partido Comunista Soviético”.  Como resultado da Ruptura Tito–Stalin, um conflito no qual a liderança política soviética acusou os comunistas iugoslavos de romper com o comunismo, a LCI começou a questionar o modelo soviético e sua adequação à Iugoslávia.  A LCI começou a mover-se furtivamente em direcção a uma maior democracia e à descentralização da vida sócio-política.  Esta tendência foi confirmada pela primeira vez na 5ª Sessão do Comitê Central do 5º Congresso, em 27 de Maio de 1952, e mais tarde nesse ano no 6º Congresso, que se realizou de 3 a 7 de Novembro.  O congresso mudou o nome do partido de Partido Comunista da Iugoslávia para Liga dos Comunistas da Iugoslávia; de acordo com Tito: "tendo em vista o fato de que o papel do Partido nesta fase do nosso desenvolvimento social mudou até certo ponto... a palavra Partido já não é adequada".  Foi argumentado que designar a LCI como a força dirigente da sociedade era errado e, consequentemente, o 6º Congresso declarou que o partido "mobiliza e move as mais amplas massas do povo para a ação por meios políticos e organizacionais, para que sua luta e conquistas o tornem um líder".  Essas mudanças não afetaram a organização interna da LCI nem o centralismo democrático. O nome do Politburo foi alterado para Comitê Executivo e o Secretariado passou a ser responsável perante este, em vez de perante o Comitê Central. 

### A descentralização do poder: 1966–1978

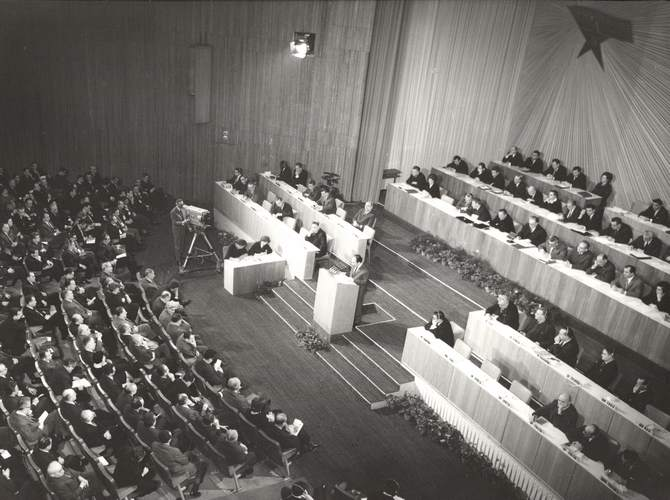
O 8º Congresso da LCI em 1964 discutiu a reforma da estrutura do partido, mas nada aconteceu até a 5ª Sessão do 8º Comitê Central da LCI.

O quadro institucional estabelecido no 6º Congresso em 1952 durou até à 5ª Sessão do Comitê Central do 8º Congresso, em 4 de Outubro de 1966.  Em 1 de julho de 1966, na 4ª Sessão do Comitê Central do 8º Congresso, a LCI expurgou o presumível sucessor de Tito, Aleksandar Ranković, o vice-presidente da Iugoslávia e chefe da Administração de Segurança do Estado, por supostamente ter grampeado o quarto de Tito.  Para reduzir a centralização excessiva do poder em indivíduos-chave, a mesma sessão criou a Comissão para a Reorganização e Desenvolvimento Adicional da LCI (CRFD–LCI), composta por 40 membros, que foi liderada por Mijalko Todorović, para recomendar a reforma organizacional do partido.  A comissão propôs medidas radicais; Mitja Ribičič propôs abandonar o centralismo democrático e Krste Crvenkovski falou da possibilidade de uma democracia não partidária e da iminente dissolução da LCI. Em Setembro desse ano, Tito respondeu afirmando que nenhuma destas propostas seria debatida. 
Na 5ª Sessão, o CRFD–LCI propôs abolir o cargo de secretário-geral do LCI e substituí-lo por um Presidente do Comitê Central do LCI. Por recomendação deles, o Comitê Executivo e o Secretariado foram extintos e substituídos por dois novos órgãos, a presidência e um novo comitê executivo. A presidência seria chefiada pelo presidente, enquanto o comitê executivo seria liderado por um secretário. O Comitê executivo deveria executar as políticas da presidência e a presidência deveria formular políticas.  De acordo com a CRFD–LCI, a reorganização pretendia “pôr fim, ou pelo menos reduzir ao mínimo, o perigo de monopólio e concentração de competências”.  Após a descentralização da vida socioeconômica iniciada com a cisão Tito-Stalin, a comissão propôs instituir um sistema fixo de representação na presidência e no comitê executivo. Na presidência, a Liga dos Comunistas da Sérvia (LC Sérvia) e a Liga dos Comunistas da Croácia (LC Croácia) foram representadas cada uma por nove membros; a Liga dos Comunistas da Eslovênia (LC Eslovênia) e a Liga dos Comunistas da Bósnia-Herzegovina (LC Bósnia-Herzegovina) cada uma com sete membros; a Liga dos Comunistas da Macedônia (LC Macedônia) e a Liga dos Comunistas de Montenegro (LC Montenegro) cada uma com seis membros; e a Liga dos Comunistas do Kosovo (LC Kosovo) e a Liga dos Comunistas da Voivodina (LC Voivodina) tiveram um representante cada.  Ficou também claro que a presidência e o Comitê executivo eram responsáveis pelas sessões do Comitê Central da LCI. 

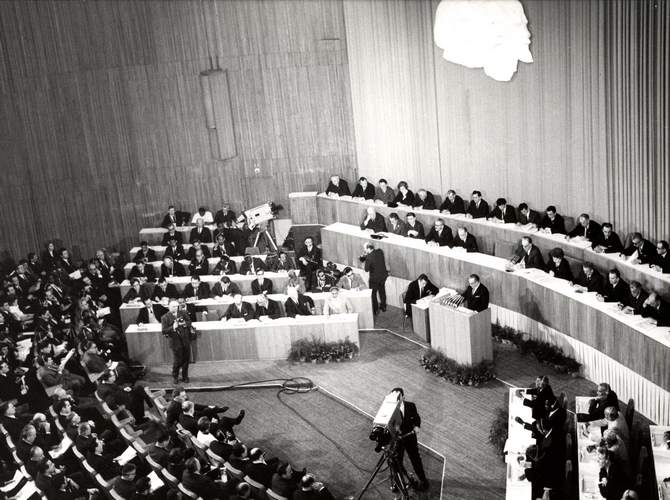
O 9º Congresso da LCI em 1969 aboliu o Comitê Central da LCI e o substituiu pela Conferência da LCI.

Segundo Todorović, muitos membros da comissão temiam que a reorganização fosse insuficiente para deter a centralização do poder e que a presidência fizesse o mesmo que o antigo comitê executivo. Esse medo foi confirmado pela reeleição de 17 dos 18 ex-membros do comitê executivo para a presidência. Catorze membros da comissão de reorganização também foram eleitos para a presidência, e esses membros podem ter desejado implementar as suas próprias propostas reformistas.  A reorganização do antigo comitê executivo e a descentralização da nomeação de quadros de nível médio do centro para as lideranças republicanas enfraqueceram consideravelmente a influência da nova presidência.  A delimitação de funções entre a presidência e o Comitê executivo não funcionou como planeado; os dois órgãos convocaram sessões conjuntas em vez de trabalharem separadamente.  Isto, combinado com a normalização dos limites de mandatos e das eleições em vez da nomeação de quadros, também enfraqueceu as autoridades centrais do partido. 
Na 7ª Sessão do Comitê Central da LCI, em 1º de julho de 1968, foi aceita a proposta da comissão de expandir a presidência para cerca de cinquenta membros e estabelecer um secretariado menor e apolítico vinculado a ela no 9º Congresso. Esta proposta foi feita porque a presidência e o comitê executivo se mostraram muito grandes e, por isso, grupos de coordenação informais foram criados para aplicar políticas. O Comitê Central da LCI também adotou uma proposta a ser enviada ao 9º Congresso para sua própria autoabolição e substituição por uma conferência. Isto, por extensão, significou que o cargo de presidente do Comitê Central da LCI foi abolido e substituído pelo de presidente da LCI.  Na mesma sessão, a Comissão de Política de Quadros do Comitê Central da LCI propôs a abolição da fórmula de representação proporcional existente, aprovada pela 5.ª Sessão, e instituir uma representação igualitária de todos os ramos republicanos na presidência.  Também propôs uma mudança no método de eleição dos membros da presidência. Segundo a comissão, "é natural que o papel decisivo na nomeação de membros para a [Presidência] da LCI pertença às organizações republicanas da Liga dos Comunistas"; ela propôs instituir um sistema no qual os candidatos à presidência seriam indicados pelos comitês centrais republicanos, eleitos pelos congressos republicanos e verificados pelo congresso federal. A intenção era transformar os indivíduos em questão de membros da presidência vindos de uma república em “representantes de uma república na liderança central”.  A 7ª Sessão aprovou essas mudanças e, no 9º Congresso, de 11 a 15 de março de 1969, Tito, em sua função como presidente da LCI, era o único remanescente de um centro partidário independente. Até ao 9.º Congresso, as decisões importantes já não eram tomadas em reuniões federais, mas sim através de reuniões ad hoc de representantes republicanos e de visitas interpessoais. 

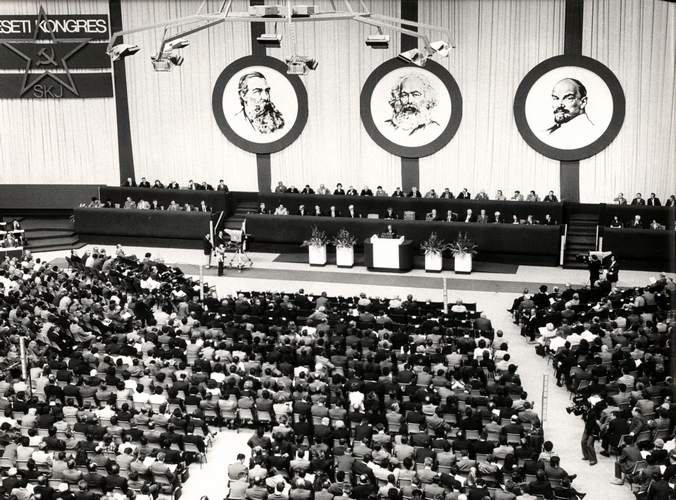
O 10º Congresso da LCI em 1974 restabeleceu o Comitê Central da LCI.

O 9º Congresso adotou as sugestões do Comitê Central da LCI para reorganização, mas antes da reunião, Tito havia organizado uma reunião informal com os líderes republicanos para discutir a possibilidade de recentralização. Tito informou ao congresso que “chegámos à conclusão mútua de que é necessário fortalecer o centro da liderança da Liga dos Comunistas, e particularmente o Bureau Executivo”.  O novo gabinete executivo era composto pelo presidente da LCI, dois membros de cada república e um de cada província autônoma, e a presidência foi expandida para 52 membros. Apenas os membros da presidência eram elegíveis para servir no gabinete executivo.  Alguns funcionários, como Krste Crvenkovski, expressaram receios de que o novo órgão recentralizasse demasiado poder nas suas mãos; segundo Crvenkovski, "na Macedónia, tal como noutras repúblicas, havia certas reservas quanto às novas formas organizacionais dos principais órgãos da LCI".  Várias regras tornavam isso impossível. Por exemplo, todos os membros tiveram que renunciar aos seus cargos políticos nas repúblicas e nas províncias autônomas. Todos os membros, exceto Tito, eram responsáveis perante a organização do partido que os elegeu, e os membros tinham origens variadas, o que dificultava uma colaboração próxima. Além disso, o bureau executivo se reunia pelo menos uma vez por semana e suas responsabilidades eram amplas. Rapidamente ficou sobrecarregado de trabalho, dificultando a centralização do poder pelos seus membros.  Após o 9º Congresso, um relatório analisando a reorganização declarou que a LCI foi reduzida a uma aliança de organizações republicanas e provinciais, e a presidência foi reduzida a uma série de reuniões de informação e consulta mútua, sem obrigações de implementar as políticas acordadas por seus membros. A presidência não se reuniu, de acordo com o "Regulamento de Procedimento sobre a Organização e Atividade da Presidência da Liga dos Comunistas da Iugoslávia", pelo menos uma vez por mês, de Junho a Outubro de 1969 e de Dezembro de 1969 a Abril de 1970. 
Na 2ª Conferência, realizada de 25 a 27 de janeiro de 1972, a LCI foi recentralizada como reação à Primavera Croata, um conflito político entre a LCI e a LC Croácia, no qual a primeira pedia mais autonomia para a República Socialista da Croácia dentro da Iugoslávia. O gabinete executivo foi reduzido de quinze para oito membros.  Cada membro recebeu responsabilidades diferentes e, embora os ramos elegessem membros, eles não deveriam ser responsabilizados por eles. O cargo de Secretário do Gabinete Executivo da Presidência da LCI” foi criado para reforçar a capacidade do gabinete de implementar as suas decisões.  O 10º Congresso, realizado de 27 a 30 de maio de 1974, formalizou essas mudanças alterando o estatuto do partido. O congresso aboliu a conferência, restabeleceu o Comitê Central da LCI e renomeou o gabinete executivo para Comitê Executivo da Presidência do Comitê Central da LCI.  Todos os doze membros do Comitê executivo foram nomeados membros da presidência, esbatendo as diferenças entre estes dois órgãos.  Um sistema de secretários executivos da presidência foi estabelecido no 10º Congresso; esses titulares de cargos estavam limitados a dois mandatos. 

### Liderança coletiva: 1978–1990
O Comitê executivo foi abolido e a presidência foi reduzida em tamanho no 11º Congresso, que se realizou de 20 a 23 de Junho de 1978, e a estipulação para a renovação de um terço dos seus membros em cada congresso foi removida.  A nova presidência era semelhante ao antigo Politburo e recebeu um papel político e diretivo sobre os assuntos do partido. Cada membro da presidência recebeu então uma pasta e chefiou uma comissão. Um secretário e vários secretários executivos seriam atribuídos à presidência; estes seriam responsáveis pelo “trabalho operacional e pela execução da política”, e teriam “responsabilidade concreta por áreas específicas de trabalho”.  Outras emendas ao estatuto do LCI, como uma redefinição do centralismo democrático, também fortaleceram a autoridade da liderança central do partido. Novas linhas declaravam que os órgãos centrais do partido, que incluíam a presidência, eram "a liderança política unificada de toda a Liga dos Comunistas da Iugoslávia", e que cada membro da presidência tinha igual responsabilidade pela implementação das políticas centrais do partido. À presidência foi conferido o direito de comunicar e participar directamente nos assuntos das organizações republicanas e de comunicar directamente com as organizações de massas.  O novo estatuto também esclareceu ainda mais o direito dos ramos das províncias republicanas e autónomas e da Organização da LCI no Exército Popular Iugoslavo (EPI) de eleger e demitir membros da presidência.  O limite de dois mandatos para secretários executivos foi abolido e substituído pelo limite de um mandato.  Nenhum dos secretários executivos eleitos em 1974 foi reeleito. De acordo com o novo estatuto, os secretários executivos trabalharam sob a liderança da presidência, abolindo o comitê executivo. 

Pouco depois do 11º Congresso, em 19 de outubro de 1978, a presidência adotou o Regulamento Interno sobre a Organização e Método de Trabalho da Presidência para instituir e proteger a liderança coletiva. Estabeleceu um novo cargo de Presidente da Presidência do Comitê Central da LCI.  Em cooperação com o secretário do LCI e membros da presidência, o novo escritório trabalharia sob as instruções do presidente do LCI. A preparação e o agendamento das reuniões da presidência eram de responsabilidade do presidente. Na ausência do presidente da LCI, o presidente presidia as reuniões da presidência. Quando o presidente da LCI estava ausente das reuniões da presidência, o secretário e o presidente tinham de manter contacto com o presidente para o informar sobre questões importantes e os resultados das reuniões.  Estas responsabilidades eram anteriormente atribuídas ao secretário da presidência, que era anteriormente o secretário do Comitê executivo.  A presidência era limitada a um mandato de um ano e o cargo era rotativo em um ciclo de oito anos entre a liderança das repúblicas, as províncias autônomas e a organização LCI no YPA. Os limites de mandato foram posteriormente expandidos para incluir o secretário da presidência, que tinha um limite de dois mandatos e também rodava em um ciclo de oito anos.  Tito racionalizou essas reformas em 23 de outubro de 1979, em uma sessão da presidência do 11º Congresso da LCI:
"Há algumas pessoas — também tenho em mente aquelas do exterior — que acreditam que a introdução do cargo de presidente com mandato de um ano coloca em questão a continuidade e a estabilidade do desenvolvimento. Isso não é verdade.... não são os indivíduos que asseguram a continuidade e a estabilidade do desenvolvimento, mas sim a linha política determinada pelo partido e seus líderes e o comportamento apropriado dos quadros dirigentes."
Tito morreu em 4 de maio de 1980. Nos seus últimos anos no poder, raramente participou na tomada de decisões e delegou a sua autoridade ao presidente da presidência.  No início, houve incerteza sobre o que fazer com o cargo de presidente do Comitê Central da LCI, mas em 12 de junho de 1980, a 11ª Sessão do Comitê Central do 12º Congresso decidiu deixar o cargo vago e delegar a sua autoridade ao Comitê Central e, entre as suas sessões, à presidência.  A mesma sessão renomeou o cargo de presidente da presidência para Presidente da Presidência do Comitê Central da LCI, e esse cargo funcionou como líder do partido da LCI até o adiamento do 14º Congresso da LCI em 26 de maio de 1990. Ao contrário do presidente da LCI, o presidente da presidência só podia servir por um mandato de um ano e não podia nomear membros para a presidência; essa autoridade era delegada a uma comissão interna da presidência. Estas alterações foram designadas como temporárias e foram formalmente adoptadas no 12.º Congresso, de 26 a 29 de Junho de 1982. 
Sem Tito, a LCI se tornou ainda mais descentralizada. Sem uma figura centralizadora, a LCI tornou-se uma fusão dos seus ramos.  Vários ramos republicanos opuseram-se à nomeação de Dragoslav Marković para a presidência, mas concordaram "uma vez que era assunto do Partido Sérvio".  Durante os protestos de 1981 no Kosovo, vários funcionários disseram que souberam da crise pela primeira vez através do jornal e não através dos canais oficiais da LCI.  Na preparação para o 12º Congresso, vários funcionários, a maioria deles sérvios da LC Sérvia, propuseram a recentralização da LCI.  Em Novembro de 1981, o Comitê Central da LC Montenegro propôs retirar às organizações republicanas o direito de eleger membros do Comitê Central da LCI, enquanto outros procuraram normalizar um sistema de limite de mandato de dois anos para o presidente da presidência e os seus homólogos nos ramos.  O 12º Congresso não aprovou essas mudanças e, em vez disso, formalizou as mudanças temporárias que foram instituídas após a morte de Tito.  O congresso adoptou regras que reforçaram o Comitê Central da LCI, vice-presidente, tornando-o mais dependente do apoio do Comitê Central da LCI para promulgar políticas.  Na 3ª Sessão do Comitê Central do 12º Congresso, em 24 de Setembro de 1982, a presidente da presidência da LCI, Mitja Ribičič, observou que a presidência se tinha tornado num "simples registador de diferentes atitudes e condições nas repúblicas e províncias".  O debate sobre a recentralização continuou no 13º Congresso da LCI, que se realizou de 25 a 28 de Junho de 1986, mas o status quo foi mantido.  Na 26ª Sessão do Comitê Central do 13º Congresso, realizada em 11 de setembro de 1989, Ivan Brigić, que liderou o trabalho de formulação de emendas ao estatuto do partido no próximo 14º Congresso, propôs abolir a presidência e substituí-la por um novo órgão executivo composto por quinze membros e nenhum membro ex officio. Também propôs abolir o cargo de presidente da presidência e reintroduzir o cargo de presidente do Comitê Central da LCI, que teria um mandato de dois anos. O novo órgão executivo proposto não seria independente do Comitê Central da LCI; as suas principais tarefas seriam “assegurar que as decisões e conclusões da LCI [Comitê Central] sejam implementadas”. 
De 20 a 22 de janeiro de 1990, a LCI convocou seu 14º Congresso. Após a queda do comunismo em 1989 na maior parte da Europa Oriental e no contexto de conflito intensificado dentro da LCI por questões étnicas, a delegação eslovena deixou o congresso em 22 de janeiro. A LC Croácia apoiou os eslovenos e também saiu. O congresso entrou em recesso em 22 de janeiro e se reuniu novamente em 26 de maio. Nesse ínterim, LC Eslovênia, LC Croácia e LC Macedônia deixaram o LCI. Vários membros da presidência também saíram, mas alguns, como o presidente Milan Pančevski, que se recusou a deixar o cargo antes do fim do seu mandato, permaneceram apesar da decisão do seu ramo republicano. [ 57 ] Ao reunir-se novamente em 26 de maio, o 14º Congresso optou por não reeleger a presidência e o comitê central, e em vez disso elegeu uma liderança provisória chamada Comitê para a Preparação do Congresso de Renovação Democrática e Programática do Comitê Central da LCI .  Este comitê foi encarregado de convocar o 15º Congresso da LCI e renovar a organização do partido. Falhou na sua tarefa e o Comitê―o último órgão federal da LCI―dissolveu-se em 22 de Janeiro de 1991. 

## Autoridade e poderes

### Status
A presidência foi regulada pelo Estatuto da Liga dos Comunistas da Iugoslávia, pelo Regulamento Interno sobre a Organização e Atividade da Presidência da Liga dos Comunistas da Iugoslávia de 1969 a 1978, e pelo Regulamento Interno sobre a Organização e Método de Trabalho da Presidência da Liga dos Comunistas da Iugoslávia de 1978 até à sua dissolução.  Essas regras estabelecem que, quando o congresso do partido e o Comitê Central da LCI fossem encerrados, a presidência agia como a mais alta instituição decisória na LCI e na República Socialista Federativa da Iugoslávia. A presidência representava o partido nacional e internacionalmente. Este órgão foi inicialmente chefiado pelo presidente da LCI, cargo que foi extinto em 1980. De 1980 até a dissolução da presidência em 1990, foi liderado pelo presidente da presidência. A presidência era responsável por organizar o trabalho do Comitê Central da LCI, executar o seu programa de trabalho e tomar providências para a sua sessão.  As sessões do Comitê Central da LCI eram abertas pelo presidente da Presidência da LCI e presididas colectivamente pela Presidência Operacional da sessão do Comitê Central em questão, que seria composta pelo presidente e por outros quatro membros da Presidência.  A presidência tinha autoridade para tomar decisões sobre medidas urgentes em situações específicas. Ele teve que comunicar prontamente os esforços empreendidos ao Comitê Central da LCI, buscando aprovação para sua ação na sessão subsequente. O trabalho e as atividades da presidência eram reportados ao Comitê Central da LCI. O presidente, o secretário e os membros da presidência eram responsáveis perante a presidência e o Comitê Central da LCI. 
A presidência atuou como órgão político-executivo do Comitê Central da LCI e trabalhou de acordo com as diretrizes e conclusões políticas do congresso do partido, e de acordo com a plataforma política, o ponto de vista político e as atribuições do Comitê Central da LCI. A presidência era responsável por tomar decisões políticas para garantir a implementação das políticas adotadas pelo Congresso e pelo Comitê Central da LCI. A presidência levantou e discutiu questões ideológicas e políticas, formulou e definiu políticas e dirigiu a atividade do partido. Também foi autorizado a responder rapidamente aos acontecimentos políticos e formular opiniões políticas em nome do partido. A presidência também iniciou, dirigiu e organizou ações e ajustou atividades político-ideológicas em coordenação com os comitês central e provincial e o Comitê da Organização LCI no Exército Popular Iugoslavo (EPI). Além disso, era responsável por avaliar a situação política e ideológica e colocar em prática as políticas, pontos de vista e decisões adotadas pelo partido. Formulou políticas e iniciou e orientou as ações do partido em assuntos internacionais, e foi encarregado de considerar iniciativas e propostas de outros órgãos do partido. Outras responsabilidades da presidência incluíam colaborar com comitês centrais e regionais e órgãos político-executivos da organização LCI para trocar ideias e informações sobre questões ideológicas e políticas atuais e planejar atitudes e políticas. Era responsável por comunicar informações aos membros da LCI e ao público, e por relatar questões ideológico-políticas atuais e atividades do comitê central, suas próprias atividades e as da LCI.  A presidência tinha o direito de orientar as atividades da organização do partido no EPI, mas tinha que reportar isso ao congresso do partido. Também era responsável por supervisionar as atividades do partido no YPA e tomar as medidas que considerasse adequadas; essas ações tinham que ser reportadas ao Comitê Central do LCI. A presidência poderia nomear funcionários para servir no Comitê da Organização LCI no EPI, o órgão máximo dessa organização partidária. 

### Processo de tomada de decisão

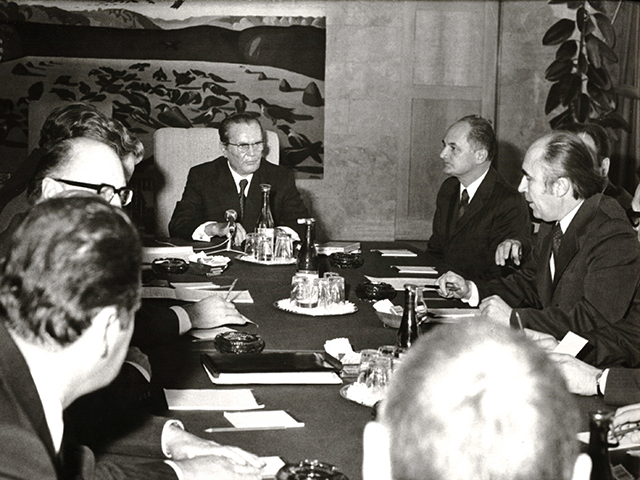
Uma sessão do Comitê Executivo da Presidência da LCI em 9 de dezembro de 1974. Nesse ponto, todos os membros do comitê executivo atuavam simultaneamente como membros da Presidência da LCI.

Uma sessão da presidência poderia ser convocada tanto por seus titulares de cargos internos, como o presidente da LCI, membros individuais e secretários executivos, quanto por iniciativa de filiais da liga nas repúblicas e províncias autônomas pela Comissão de Questões Estatutárias e pela Comissão de Supervisão. O presidente da LCI tinha o direito de presidir às sessões da presidência.  A Constituição Iugoslava de 1974 e o 10º Congresso da LCI fizeram da tomada de decisões por consenso a norma das sessões da Presidência da LCI e das instituições federais da liga.  As repúblicas e províncias autônomas, que tinham um número prescrito de representantes na Presidência da LCI, negociavam entre si para formular e definir políticas federais. Quando Tito estava vivo, uma figura centralizadora podia liderar esse trabalho, mas o sistema tornou-se mais descentralizado após a sua morte em 1980.  Apesar de sua natureza descentralizada, esse sistema ainda era considerado alinhado ao centralismo democrático. No 12º Congresso da LCI, Stane Dolanc criticou aqueles que queriam retornar ao sistema pré-1966, afirmando: "aqueles que desejam conscientemente mudar o princípio do centralismo democrático em um instrumento de centralismo, de unitarismo e estatismo... a negação dos nossos objectivos programáticos básicos e, em essência, a actividade contra-revolucionária".  O membro da presidência Hamdija Pozderac também defendeu a interpretação do LCI sobre o centralismo democrático no congresso, afirmando: "a forma mais elevada de centralismo democrático é a unanimidade de uma decisão".  A necessidade de consenso havia se tornado um fenômeno cultural. O Regulamento Interno sobre a Organização e Actividade da Presidência da Liga dos Comunistas da Iugoslávia, adoptado em 1969, estabelecia que uma maioria simples poderia adoptar algumas decisões, enquanto as decisões mais importantes exigiam uma maioria de dois terços. 

Em 19 de Outubro de 1978, a presidência adoptou o Regulamento Interno sobre a Organização e o Método de Trabalho da Presidência da Liga dos Comunistas da Iugoslávia para regulamentar a “organização e o método de trabalho” da presidência.  O regulamento interno de 1978 foi baseado no Artigo 85 do Estatuto da LCI e continha 69 artigos. O documento estipula que a presidência “é um órgão colectivo, democrático e político no qual todos os membros têm direitos e responsabilidades iguais em todo o seu trabalho e em todas as áreas das suas actividades”.  Com exceção do Presidente da LCI, nenhum membro tinha o direito de tomar decisões em nome da presidência entre suas sessões. O artigo 32 do regulamento interno estabelece:
Se, entre duas sessões da [presidência], certas decisões forem tomadas em uma reunião restrita de acordo com os direitos estatutários do presidente da LCI, o presidente, isto é, o secretário da [presidência], informará oralmente ou por escrito os outros membros da [presidência] na próxima sessão. As informações serão incluídas no protocolo da sessão.
Os restantes membros tinham, de acordo com o artigo 34, “direitos e deveres iguais e, de acordo com o artigo 1, “direitos e responsabilidades iguais” para “todo o trabalho” da presidência.  Durante uma sessão, um membro ordinário da presidência podia expressar livremente suas opiniões e tinha o direito de propor questões para consideração nas sessões. Tais opiniões não poderiam ser disseminadas a órgãos externos ou ao público sem a permissão da presidência. Um membro era responsável pelo trabalho da presidência como um todo, bem como pelas decisões tomadas por ela. Cada membro era individualmente responsabilizado pela área pela qual era responsável. 
O artigo 30 do regulamento interno de 1978 estabelece que pelo menos dois terços dos membros devem participar de uma sessão de presidência para que o órgão tome uma decisão. Se os problemas precisassem ser discutidos com urgência e o número necessário de membros não estivesse disponível, a presidência poderia tomar decisões se mais da metade de seus membros estivessem presentes. Para que uma decisão fosse válida, os membros presentes tinham que obter maioria simples para que a proposta discutida entrasse em vigor. O presidente da LCI era a exceção a essa regra; o titular do cargo — neste caso, Tito — tinha o direito de tomar decisões vinculativas em nome da presidência sem o apoio da maioria na presidência. Os membros das repúblicas e províncias autônomas que não participaram da sessão ordinária da presidência tinham o direito de ser informados o mais rápido possível sobre os assuntos discutidos, e suas opiniões precisavam ser expressas para que as decisões adotadas entrassem em vigor. Se todos os três representantes de um ramo republicano não pudessem comparecer a uma sessão da presidência, suas opiniões eram necessárias antes que a decisão entrasse em vigor. O membro poderia aprovar a decisão em nome dos membros não participantes se pelo menos um representante de um ramo republicano estivesse presente. De acordo com o artigo 32, se o presidente da LCI convocasse uma sessão da presidência, o titular do cargo poderia restringir o número de participantes e informar os não participantes sobre a decisão em uma data posterior, não especificada.  Todas as decisões da presidência tinham de ser tomadas por votação aberta, salvo decisão em contrário. 

### Liderança

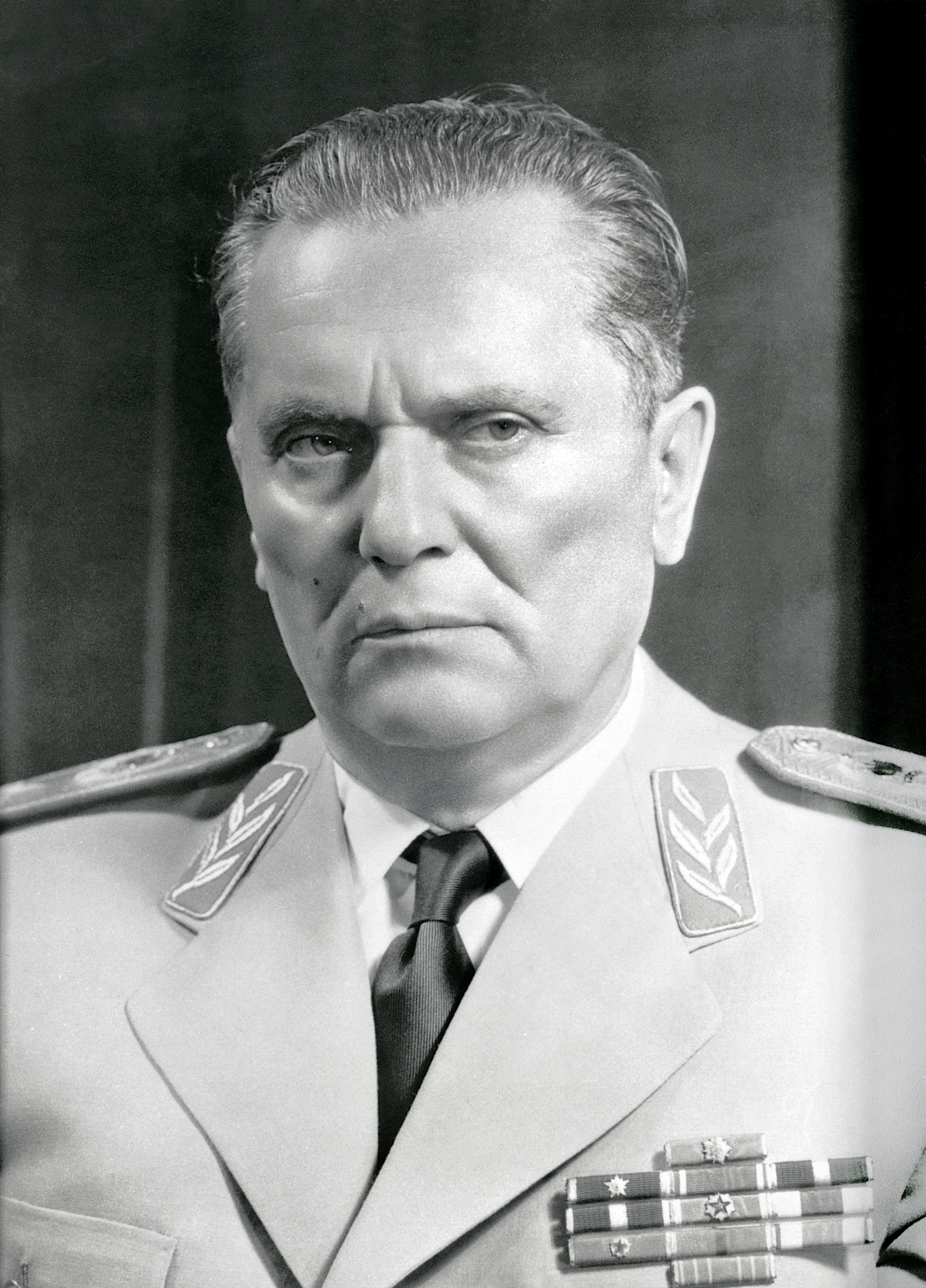
Tito foi o líder mais duradouro da LCI e presidiu o trabalho da presidência como presidente do partido.

Desde a sua criação e a mudança do Politburo para o comitê executivo, a presidência foi liderada por um secretário político de 1919 a 1936 e um secretário-geral de 1936 a 1966. O papel de secretário-geral foi abolido nas reformas de 1966, e o cargo de Presidente do Comitê Central da LCI foi estabelecido, mas esse cargo foi abolido em 15 de março de 1969 por uma decisão do 9º Congresso e substituído pelo cargo de presidente da LCI. O presidente liderou o trabalho da presidência até a morte de Tito em 4 de maio de 1980. Na 2ª Conferência, realizada de 25 a 27 de janeiro de 1972, o cargo de Secretário do Bureau Executivo da Presidência do Comitê Central da LCI foi estabelecido com Stane Dolanc como seu primeiro titular. Em 19 de outubro de 1978, a presidência estabeleceu o cargo de Presidente da Presidência do Comitê Central da Liga dos Comunistas da Iugoslávia e elegeu Branko Mikulić como seu primeiro titular.  O presidente da LCI era o primus inter pares destes três cargos, mas após a morte de Tito, o Comitê Central da LCI aboliu a presidência e renomeou o cargo para Presidente da Presidência do Comitê Central da Liga dos Comunistas da Iugoslávia.  Não havia limites de mandato para o presidente da LCI, mas o presidente, e mais tarde presidente da presidência, tinha um limite de mandato de um ano, enquanto o secretário tinha um limite de mandato de dois anos. 
Conforme concebido originalmente, o presidente deveria presidir as sessões da presidência quando o presidente da LCI fosse impedido de fazê-lo. Em conjunto com o secretário da presidência, o membro da presidência responsável pela área política em questão e os secretários executivos, o presidente poderia definir a ordem do dia das sessões da presidência.  Isso era diferente do presidente da LCI, que podia definir a agenda sozinho. De forma semelhante ao presidente da LCI, o presidente tinha o direito de manter comunicações com organizações de massa iugoslavas, indivíduos no governo e a Assembleia da Iugoslávia. Apesar disso, o presidente, e mais tarde presidente da presidência, não era um líder. De acordo com o Artigo 43 do Regimento Interno sobre a Organização e Método de Trabalho da Presidência, o titular, juntamente com o secretário da presidência, tinha que manter contato com os membros individuais da presidência e com a presidência. O presidente da presidência só poderia implementar o programa de trabalho e as decisões adotadas pelo Comitê Central da LCI e pela presidência após consultar o secretário e os membros individuais. Segundo o estudioso Slobodan Stanković, essas estipulações tinham como objetivo garantir que o presidente e o secretário se supervisionassem mutuamente e que a presidência os supervisionasse. 

### Secretários
Os secretários do Comitê Central da LCI tiveram diferentes funções ao longo da existência da LCI. Até 1966, os secretários dominavam o processo de tomada de decisões, servindo simultaneamente como membros do Politburo. A partir de 1966, a influência dos secretários foi gradualmente enfraquecida. A 5ª Sessão do Comitê Central do 8º Congresso, em 4 de Outubro de 1966, aboliu o Secretariado da LCI e substituiu-o por um novo Comitê Executivo da LCI que tinha o seu próprio chefe, o Secretário do Comitê Executivo da Presidência da Liga dos Comunistas da Iugoslávia, e que seria responsabilizado pelas sessões do Comitê Central da LCI.  Este órgão foi extinto pelo 9º Congresso da LCI, de 11 a 15 de março de 1969.  A 2ª Conferência da LCI, realizada de 25 a 27 de janeiro de 1972, restabeleceu o cargo de secretário e o comitê executivo.  O 10º Congresso da LCI, realizado de 27 a 30 de maio de 1974, instituiu um sistema de um secretário principal e vários secretários executivos.  Cada secretário executivo representava uma república, uma província autônoma ou a Organização da Liga dos Comunistas no Exército Popular Iugoslavo. Embora ocupassem o título formal de Secretário ou Secretário Executivo da Presidência, nenhum dos secretários era membro da presidência, mas sim membros comuns do Comitê Central do LCI. Os secretários executivos eram responsáveis perante o secretário do LCI, a quem a presidência responsabilizava por todo o trabalho dos secretários.  Antes do estabelecimento da presidência em 19 de outubro de 1978, o secretário era, nos termos de suas funções, responsável por organizar a supervisão e a implementação das ideologias, decisões e resoluções adotadas pela presidência. O secretário preparou as sessões da presidência em acordo com o presidente do LCI. O secretário também coordenava o trabalho dos secretários executivos e desempenhava outras funções atribuídas pela presidência.  A partir de então, o secretário, em conjunto com o presidente e, mais tarde, com o presidente da presidência, partilharam o poder. 

## Membros

### Representação e eleição de filiais
De 1966 a 1969, os ramos republicanos da LC foram representados na presidência da LCI de acordo com uma fórmula de representação proporcional, dando aos representantes da LC da Sérvia a maioria na presidência. Essa fórmula foi abolida e substituída pela representação igualitária no 9º Congresso da LCI, realizado de 11 a 15 de março de 1969, no qual todas as repúblicas foram igualmente representadas. Neste novo sistema, as províncias autónomas da Sérvia receberam representação na presidência para representar os seus próprios interesses provinciais, em vez dos interesses exclusivos da Sérvia.  Cada filial republicana da LC tinha dois representantes na presidência e um membro ex officio, enquanto cada filial provincial autônoma da LC tinha um representante e um membro ex officio. A Organização da LCI no Exército Popular Iugoslavo tinha um membro ex officio. Os membros ex officio eram líderes do ramo da LC em questão. Por exemplo, o membro ex officio da LC Croácia era o Presidente do Comitê Central da LC Croácia. 
A filiação ao Comitê Central da LCI era necessária para que alguém fosse elegível para a eleição à presidência. Até à 11.ª Sessão do Comitê Central do 11.º Congresso, realizada em 12 de Junho de 1980, o presidente da LCI estava habilitado, após consulta com a liderança dos ramos constitutivos da LCI, a nomear indivíduos para servirem na Presidência da LCI.  Com a substituição do presidente da LCI pelo presidente da Presidência da LCI, o direito de nomear membros foi transferido para uma comissão eleita pela Presidência da LCI. Esta comissão era composta pelo presidente e pelo secretário da Presidência da LCI, bem como pelos presidentes dos ramos republicano, provincial autônomo e do exército. A comissão também foi autorizada a remover membros no meio do mandato.  O estatuto do partido regulamentava o número de membros na presidência. A título de exemplo, o estatuto do 12.º Congresso da LCI prescreveu que a presidência seria composta por 23 membros.  Os membros da presidência da LCI eram indicados pela filial da LC que representavam; por exemplo, um membro macedônio da presidência era indicado pelo congresso do partido da Liga dos Comunistas da Macedônia e, mais tarde, formalmente eleito pelo Comitê Central da LCI. Apesar desse acordo, esses membros não eram responsáveis perante os ramos e deveriam trabalhar pelos interesses da Iugoslávia e não de suas províncias constitutivas. O 10º Congresso da LCI esclareceu isso, afirmando: “A classe trabalhadora precisa de uma vanguarda revolucionária unificada... tal papel não poderia ser desempenhado por uma organização do tipo de uma "coligação federal" de organizações republicanas e provinciais, ou por uma organização centralizada "supra-republicana".  De acordo com o estatuto de 1982, os membros da presidência só poderiam servir por dois mandatos eleitorais consecutivos e apenas em circunstâncias excepcionais poderiam ser eleitos para um terceiro mandato consecutivo. 

### Posições políticas
Começando com as reformas da 5ª Sessão do Comitê Central do 8º Congresso, em 4 de outubro de 1966, alguns membros favoreceram uma redução da interferência direta da LCI nos assuntos governamentais. Em 16 de maio de 1967, o governo foi reorganizado e Petar Stambolić renunciou ao cargo de presidente do Conselho Executivo Federal — o governo iugoslavo — e foi substituído por Mika Špiljak. Na remodelação, todos os membros da presidência, excepto três — Tito, Špiljak e Rudi Kolak — perderam os seus cargos governamentais.  No 10º Congresso da LCI em 1974, todos os nove membros da Presidência da República Socialista Federativa da Iugoslávia — a presidência do estado — foram eleitos para a presidência do partido, com cada província e província autónoma representada e o presidente da LCI como membro ex officio.  O presidente do LCI permaneceu como membro ex officio da presidência do estado até as emendas constitucionais de 1988, quando a presidência do partido perdeu seu direito de representação.  No 11º Congresso da LCI em 1978, apenas cinco indivíduos serviram simultaneamente nas presidências estaduais e do partido; estes foram Tito, Vladimir Bakarić, Petar Stambolić, Fadilj Hodža e Stevan Doronjski. Outros membros da presidência desempenharam outras funções estatais, como Veselin Đuranović, que atuou como presidente do Conselho Executivo Federal, e Nikola Ljubičić, que atuou como Secretário Federal de Defesa do Povo.  Os últimos três presidentes do Conselho Executivo Federal, Milka Planinc, Branko Mikulić e Ante Marković, não eram membros da presidência da LCI. 